# Re:make/No Scared
„Re:make/NO SCARED” – szósty singel zespołu ONE OK ROCK, wydany 20 lipca 2011 roku przez wytwórnię Aer-born. Singel osiągnął 6 pozycję w rankingu Oricon i pozostał na liście przez 10 tygodni.
Utwór NO SACRED został wykorzystany w grze na PSP Black Root Shooter THE GAME.

## Lista utworów
| CD |                       |       |             |      |
| Nr | Tytuł                 | Słowa | Kompozycja  | Czas |
| 1. | "Re:make"             | Taka  | Taka        | 3:23 |
| 2. | "NO SCARED"           | Taka  | Taka/Toru   | 3:39 |
| 3. | "Rock,Scissors,Paper" | Taka  | ONE OK ROCK | 3:33 |